# La mia vita è un film
La mia vita è un film è un album in studio di Orietta Berti pubblicato il 5 marzo 2021 dalla Gapp Music.

## Descrizione
L'album, composto interamente da inediti, esce a ridosso della partecipazione della cantante al Festival di Sanremo 2021 col brano Quando ti sei innamorato. Il CD contiene 20 brani e il doppio album in vinile due brani in più: "Io che amo solo te (Festival di Sanremo 2021)" e "Una rosa roja una rosa blanca".

## Tracce
1. Quando ti sei innamorato (Sanremo version) – 3:40 (Francesco Boccia, Ciro Tommy Esposito, Marco Rettani)
2. Il coraggio di chiamarlo amore – 4:03 (Vincenzo Campagnoli, Gaetano Campagnoli, Mario Guida)
3. Insieme a te – 3:19 (Vincenzo Campagnoli, Gaetano Campagnoli, Mario Guida)
4. Film (La mia vita è un film) – 3:42 (Francesco Boccia, Ciro Tommy Esposito)
5. Amore e disamore – 3:49 (Luigi Albertelli, Alberto Anelli)
6. Un minuto di più – 4:00 (Federico Monti Arduini)
7. Senza di noi – 4:00 (Vincenzo Campagnoli, Gaetano Campagnoli, Mario Guida)
8. Io sono il cane – 4:06 (Stefano De Blasio, Francesco Oliviero)
9. Siamo diversi – 4:19 (Loriana Lana, Luis Enriquez Bacalov)
10. Vedi come va – 3:39 (Giorgio Calabrese, Daniele Patucchi)
11. Io vivo di te – 3:18 (Vincenzo Campagnoli, Gaetano Campagnoli, Mario Guida)
12. Un like sulla tua foto – 3:54 (Giuseppe Santamaria, Rosario Ingegneri, Marco Vito)
13. Come un elisir – 3:34 (Loriana Lana, Aldo Donati)
14. La mia storia tutta in O – 4:26 (Mario Gardini, Giovanni Paolo Fontana, Roberto De Luca)
15. Diverso – 3:49 (Vincenzo Campagnoli, Gaetano Campagnoli, Mario Guida)
16. Fin che c’è vita c’è speranza – 3:07 (Vincenzo Campagnoli, Gaetano Campagnoli, Mario Guida)
17. L’oro e l’argento – 3:52 (Maurizio Capuana)
18. Amore e disamore (Osvaldo version) – 3:55 (Luigi Albertelli, Alberto Anelli)
19. Film (La mia vita è un film - version II) – 3:43 (Francesco Boccia, Ciro Tommy Esposito)
20. Quando ti sei innamorato – 3:40 (Francesco Boccia, Ciro Tommy Esposito, Marco Rettani)